# تونس في الألعاب الأولمبية
تواجد تونس في الألعاب الأولمبية الصيفية يرجع لدورة 1960. منذها، شاركت الوفود التونسية في 14 دورة أولمبية، وحصدت15 ميداليات.

تونس لم تشارك أبدا حتى الآن في الألعاب الأولمبية الشتوية أو أولمبياد الشطرنج. شاركت تونس في الألعاب الأولمبية للشباب (أنظر تونس في الألعاب الأولمبية للشباب) وحصدت ميداليتين الأولى فضية وأخرى برونزية وشاركت في أولمبياد الرياضيات وحصدت إلى الآن ميدالية برونزية فقط.

## التاريخ
تونس لم تشارك في نسختين من الألعاب الأولمبية.
كانت تونس من بين الدول الأفريقية ال22 التي قاطعت الألعاب الأولمبية الصيفية 1976 للاحتجاج على مشاركة نيوزيلندا التي قام فريقها الوطني للرغبي بتنظيم مباريات في جنوب أفريقيا (التي لا زالت تمارس الأبارتايد). رياضيي تونس شاركوا في اليومين الأولين بين 18 و20 يوليو قبل أن ينسحبوا من الألعاب الأولمبية.

كذلك قامت تونس بمقاطعة الألعاب الأولمبية الصيفية 1980 بعد المبادرة التي قامت بها الولايات المتحدة لجمع أكبر عدد ممكن من الدول لمقاطعة المشاركة في هذه النسخة التي تنظم في الاتحاد السوفيتي.

في الألعاب الأولمبية الصيفية 2012، تحصلت العداءة حبيبة الغريبي على الميدالية الفضية في سباق 000 3 متر موانع في ألعاب القوى. ثم في 24 مارس 2016، قامت محكمة التحكيم الرياضية بالموافقة على طلبات الاتحاد الدولي لألعاب القوى ضد وكالة مكافحة المنشطات الروسية (RUSADA)، وقررت تجريد العداءة يوليا زاربوفا من لقبها كبطلة العالم لألعاب القوى في 2011 وميداليتها الذهبية في الألعاب الأولمبية 2012، وبذلك أصبحت حبيبة الغريبي بطلة العالم لألعاب القوى في 2011 وصاحبة الميدالية الذهبية في الألعاب الأولمبية الصيفية 2012 وهي أيضا أول بطلة أولمبية تونسية.و شاركت تونس في كلتا دورتي الألعاب الأولمبية للشباب و ستشارك في الدورة الثالثة أيضا وقد حصلت على ميداليتين الأولى فضية والأخرى ذهبية

## الهيئة المشرفة
اللجنة الوطنية الأولمبية التونسية هي ممثل الجمهورية التونسية في اللجنة الأولمبية الدولية.

## النتائج العامة
حتى نهاية الألعاب الأولمبية الصيفية 2020، جمعت تونس 15 ميدالية (5 ذهبية، 3 فضية، 7 برونزية) وذلك في 14 مشاركة.

ألعاب قوى تبقى الرياضة التي جلبت لتونس أكبر عدد من الميداليات.
| 1960    | 0                         | 0                         | 0                         | 0                         |  |  |
| 1964    | 0                         | 1                         | 1                         | 2                         |  |  |
| 1968    | 1                         | 0                         | 1                         | 2                         |  |  |
| 1972    | 0                         | 1                         | 0                         | 1                         |  |  |
| 1976    | شاركت ثم قاطعت هذه النسخة | شاركت ثم قاطعت هذه النسخة | شاركت ثم قاطعت هذه النسخة | شاركت ثم قاطعت هذه النسخة |  |  |
| 1980    | قاطعت هذه النسخة          | قاطعت هذه النسخة          | قاطعت هذه النسخة          | قاطعت هذه النسخة          |  |  |
| 1984    | 0                         | 0                         | 0                         | 0                         |  |  |
| 1988    | 0                         | 0                         | 0                         | 0                         |  |  |
| 1992    | 0                         | 0                         | 0                         | 0                         |  |  |
| 1996    | 0                         | 0                         | 1                         | 1                         |  |  |
| 2000    | 0                         | 0                         | 0                         | 0                         |  |  |
| 2004    | 0                         | 0                         | 0                         | 0                         |  |  |
| 2008    | 1                         | 0                         | 0                         | 1                         |  |  |
| 2012    | 2                         | 0                         | 1                         | 3                         |  |  |
| 2016    | 0                         | 0                         | 3                         | 3                         |  |  |
| 2020    | 1                         | 1                         | 0                         | 2                         |  |  |
| المجموع | 5                         | 3                         | 7                         | 15                        |  |  |

| الرتبة  | الرياضة     | ميدالية ذهبية، الألعاب الأولمبية | ميدالية فضية، الألعاب الأولمبية |   | المجموع |
| ------- | ----------- | -------------------------------- | ------------------------------- | - | ------- |
| 1       | ألعاب القوى | 2                                | 2                               | 1 | 5       |
| 2       | السباحة     | 3                                | 0                               | 1 | 3       |
| 3       | الملاكمة    | 0                                | 0                               | 2 | 2       |
| 4       | المبارزة    | 0                                | 0                               | 1 | 1       |
| 4       | المصارعة    | 0                                | 0                               | 1 | 1       |
| 4       | التايكوندو  | 0                                | 1                               | 1 | 1       |
| المجموع | المجموع     | 5                                | 3                               | 7 | 15      |

## الرياضيون التونسيون

### أصحاب الميداليات
الرقم القياسي للفائزين بأكبر عدد من الميداليات هو العداء محمد القمودي ب4 ميداليات. في 2012، العداءة حبيبة الغريبي أصبحت أول بطلة أولمبية تونسية وأول رياضية تونسية تتحصل على ميدالية أولمبية ذهبية.
| الاسم | ميدالية ذهبية، الألعاب الأولمبية | ميدالية فضية، الألعاب الأولمبية |   | المجموع |
| --- | -------------------------------- | ------------------------------- | - | ------- |
| محمد القمودي | 1                                | 2                               | 1 | 4       |
| أسامة الملولي | 2                                | 0                               | 1 | 3       |
| حبيبة الغريبي | 1                                | 0                               | 0 | 1       |
| احمد الالحفناوي | 1                                | 0                               | 0 | 1       |
| محمد خليل الجندوبي | 0                                | 1                               | 1 | 2       |
| حبيب قلحية | 0                                | 0                               | 1 | 1       |
| فتحي الميساوي | 0                                | 0                               | 1 | 1       |
| إيناس بوبكري | 0                                | 0                               | 1 | 1       |
| مروى العمري | 0                                | 0                               | 1 | 1       |
| أسامة وسلاتي | 0                                | 0                               | 1 | 1       |
| \| الميداليات حسب الرياضة \| ألعاب القوى: - محمد القموديm - 000 5 متر (1968) - 000 10 متر (1964) - 000 5 متر (1972) - 000 10 متر (1968) - حبيبة الغريبي - 000 3 متر حواجز (2012) الملاكمة: - حبيب قلحية - فئة الوزن الخفيف جدا (1964) - فتحي الميساوي - فئة الوزن الخفيف جدا (1996) السباحة: - أسامة الملولي - 500 1 متر سباحة حرة (2008) - 500 1 متر سباحة حرة (2012) - 10 كم مياه مفتوحة - (2012) (2020) احمد الحفناوي 400m سباحة حرة المبارزة: - إيناس بوبكري - فردي سيف الشيش (2016) المصارعة: - مروى العمري - 58 كغ مصارعة حرة (2016) التايكوندو: - أسامة الوسلاتي - أقل من 80 كغ (2016) - (2020) وزن اقل من 58kgمحمد خليل الجندوبي |                                  |                                 |   |         |
| الميداليات حسب الرياضة |                                  |                                 |   |         |

| الميداليات حسب الرياضة |

| الدورة | حامل العلم      | اختصاصه   |
| ------ | --------------- | --------- |
| 2016   | أسامة الملولي   | السباحة   |
| 2012   | هيكل مقنم       | كرة اليد  |
| 2008   | أنيس الشاذلي    | جودو      |
| 2004   | نور الدين حفيظ  | كرة طائرة |
| 2000   | عمران العياري   | مصارعة    |
| 1996   | إسكندر حشيشة    | جودو      |
| 1992   | ?               | ?         |
| 1988   | سفيان بن لطيف   | كرة طاولة |
| 1984   | فتحي البكوش     | ألعاب قوى |
| 1980   | لم تشارك        | لم تشارك  |
| 1976   | ?               | ?         |
| 1972   | سالم بوغطاس     | ?         |
| 1968   | ?               | ?         |
| 1964   | صلاح الدين بالي | ?         |
| 1960   | ?               | ?         |